# داخنة

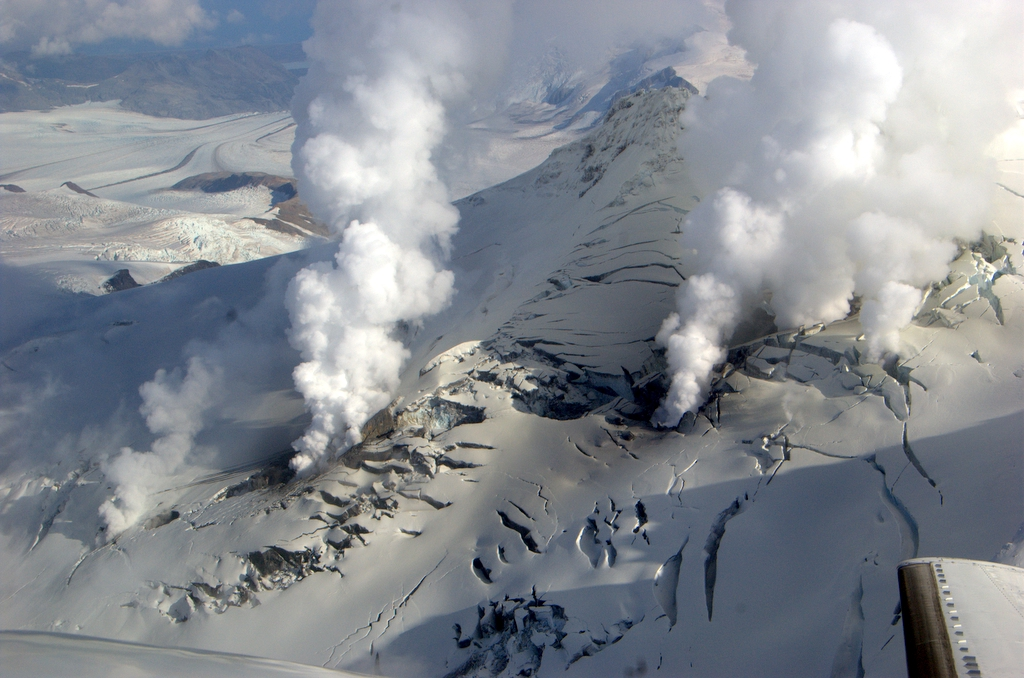
دخان الفومارول من إحدى براكين ألاسكا في 2006

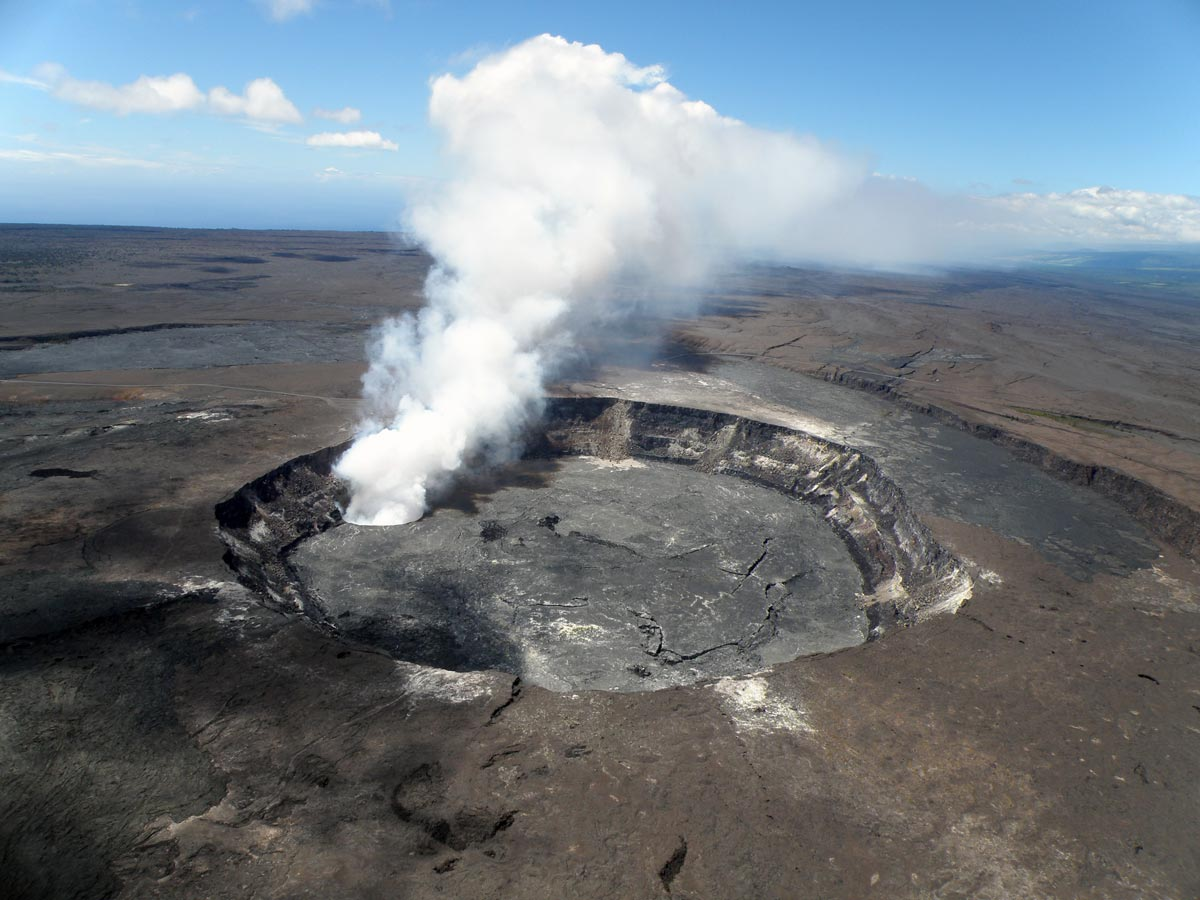
صورة من طائرة لفوهة هاليماوماو (هاواي) عام 2009.

الداخنة (أو النافثة البركانية) هو دخان يخرج من فوق القشرة الأرضية وعادةً ما يخرج قرب البراكين، مصاحباً لبخار الماء و الغازات و ثنائي أكسيد الكربون و ثنائي أكسيد الكبريت و كلوريد الهيدروجين و كبريتيد الهيدروجين وعادة ما يخرج من الينابيع في المناطق الباردة مثل ألاسكا و غرينلاند و أيسلندة.